# 贝鲁特时钟塔

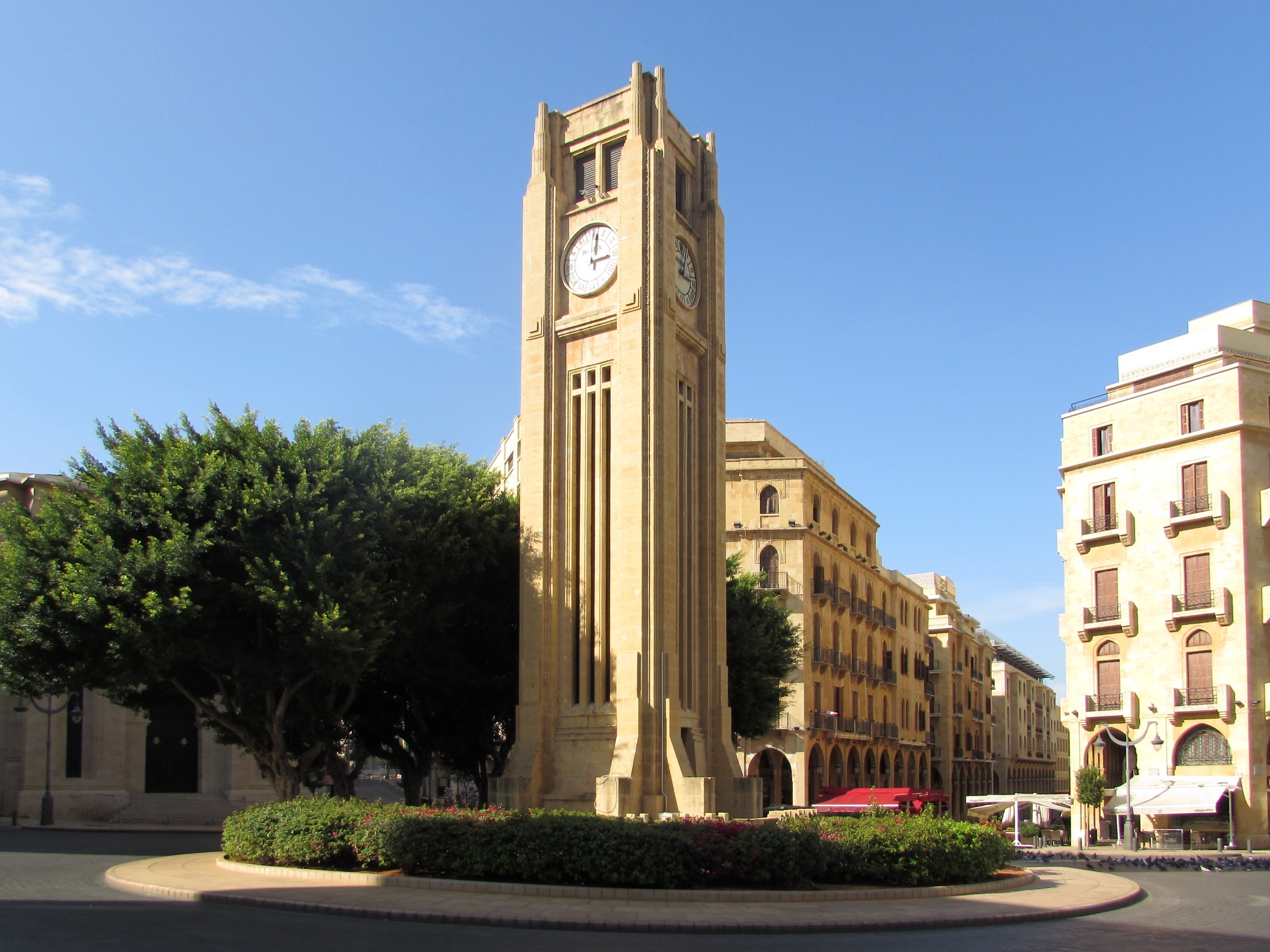
贝鲁特时钟塔

贝鲁特时钟塔（法语：Tour de l'Horloge de Beyrouth）是黎巴嫩首都贝鲁特中央区的一座著名建筑，坐落在内泽默广场中央，靠近黎巴嫩国会和希腊正教会圣乔治主教座堂。

## 历史
米歇尔·阿德德（Michel Aded）一家人去巴西发家致富，他委托国会大厦的建筑师玛迪罗斯·阿尔图尼安（Mardiros Altounian）设计，于1934年，以法国托管时期流行的装饰风艺术风格建造。
1975-1990年黎巴嫩內戰开始时，时钟塔被拆除，存放在辛菲尔铁路公司。战争结束后，重建了时钟塔。所有四个表盘上均刻有劳力士品牌。